# Грін (селище, Нью-Йорк)
Грін (англ. Greene) — селище (англ. village) в США, в окрузі Ченанго штату Нью-Йорк. Населення — 1463 особи (2020).

## Географія
Грін розташований за координатами 42°19′48″ пн. ш. 75°46′4″ зх. д. / 42.33000° пн. ш. 75.76778° зх. д. (42.330068, -75.767686).  За даними Бюро перепису населення США в 2010 році селище мало площу 2,86 км², з яких 2,77 км² — суходіл та 0,10 км² — водойми.

## Демографія
Згідно з переписом 2010 року, у селищі мешкало 1580 осіб у 741 домогосподарстві у складі 403 родин. Густота населення становила 552 особи/км².  Було 804 помешкання (281/км²).
Расовий склад населення:
| - 98,9 % — білих - 0,1 % — чорних або афроамериканців - 0,1 % — азіатів |

До двох чи більше рас належало 1,0 %. Частка іспаномовних становила 0,6 % від усіх жителів.
За віковим діапазоном населення розподілялося таким чином: 21,6 % — особи молодші 18 років, 58,4 % — особи у віці 18—64 років, 20,0 % — особи у віці 65 років та старші. Медіана віку мешканця становила 42,5 року. На 100 осіб жіночої статі у селищі припадало 87,4 чоловіків;  на 100 жінок у віці від 18 років та старших — 84,8 чоловіків також старших 18 років.
Середній дохід на одне домашнє господарство  становив 57 254 долари США (медіана — 48 188), а середній дохід на одну сім'ю — 71 314 долари (медіана — 65 000). Медіана доходів становила 42 232 долари для чоловіків та 32 500 доларів для жінок. За межею бідності перебувало 11,8 % осіб, у тому числі 21,7 % дітей у віці до 18 років та 4,1 % осіб у віці 65 років та старших.
Цивільне працевлаштоване населення становило 775 осіб. Основні галузі зайнятості: освіта, охорона здоров'я та соціальна допомога — 33,2 %, виробництво — 23,0 %, роздрібна торгівля — 7,9 %, мистецтво, розваги та відпочинок — 5,9 %.